# Team Gerolsteiner/2000
Deze pagina geeft een overzicht van de Duitse wielerploeg Team Gerolsteiner in 2000.
| Naam                 | Geboortedatum | Nationaliteit | Ploeg 1999             |
| -------------------- | ------------- | ------------- | ---------------------- |
| Branko Filip         | 18-03-1975    | Slovenië      |                        |
| Edouard Gritsoun     | 04-02-1976    | Rusland       |                        |
| Uwe Hardter          | 14-01-1977    | Duitsland     | beloften               |
| René Haselbacher     | 15-09-1977    | Oostenrijk    |                        |
| Svein Gaute Hølestøl | 01-03-1971    | Noorwegen     | Team Chicky World      |
| Scott McGrory        | 22-12-1969    | Australië     |                        |
| Thomas Mühlbacher    | 11-05-1974    | Oostenrijk    |                        |
| Volker Ordowski      | 09-11-1973    | Duitsland     |                        |
| Uwe Peschel          | 04-11-1968    | Duitsland     |                        |
| Olaf Pollack         | 20-09-1973    | Duitsland     | Agro-Adler-Brandenburg |
| Michael Rich         | 23-09-1969    | Duitsland     |                        |
| Andreas Sauerborn    | 15-04-1975    | Duitsland     |                        |
| Torsten Schmidt      | 18-02-1972    | Duitsland     | Team Chicky World      |
| Tobias Steinhauser   | 21-01-1971    | Duitsland     | Mapei-Quick·Step       |
| Sven Teutenberg      | 18-08-1972    | Duitsland     |                        |
| Andreas Walzer       | 20-05-1970    | Duitsland     |                        |
| Peter Wrolich        | 30-05-1974    | Oostenrijk    |                        |

## Teams

### Ronde van Duitsland
26 mei–1 juni
- [142.] Svein Gaute Hølestøl
- [143.] Volker Ordowski
- [145.] Olaf Pollack
- [146.] Michael Rich
- [147.] Torsten Schmidt
- [148.] Tobias Steinhauser
- [149.] Sven Teutenberg
- [150.] Peter Wrolich

### Ronde van Polen
4 september–10 september
- [89.] René Haselbacher
- [90.] Thomas Mühlbacher
- [91.] Volker Ordowski
- [92.] Michael Rich
- [93.] Torsten Schmidt
- [94.] Svein Gaute Hølestøl
- [95.] Sven Teutenberg
- [96.] Andreas Walzer

1998 · 1999 · 2000 · 2001 · 2002 · 2003 · 2004 · 2005 · 2006 · 2007 · 2008